# Leperina burnettensis
Leperina burnettensis là một loài bọ cánh cứng trong họ Trogossitidae. Loài này được W.J. Macleay miêu tả khoa học năm 1871.